# Karl Seidensacher
Karl von Seidensacher (17. března 1862 Celje – 7. září 1938 Linec) byl rakousko-uherský admirál. Jako absolvent námořní akademie sloužil u c. k. námořnictva od roku 1881 a absolvoval několik cest kolem světa. Později se uplatnil jako odborník v oboru dělostřelectva, byl velitelem několika bitevních lodí a působil také v námořní sekci rakousko-uherského ministerstva války. Za první světové války byl velitelem eskadry v Jaderském moři a v roce 1917 dosáhl hodnosti viceadmirála. Ještě před koncem války byl odeslán do penze a od té doby žil v soukromí v Linci.

## Biografie

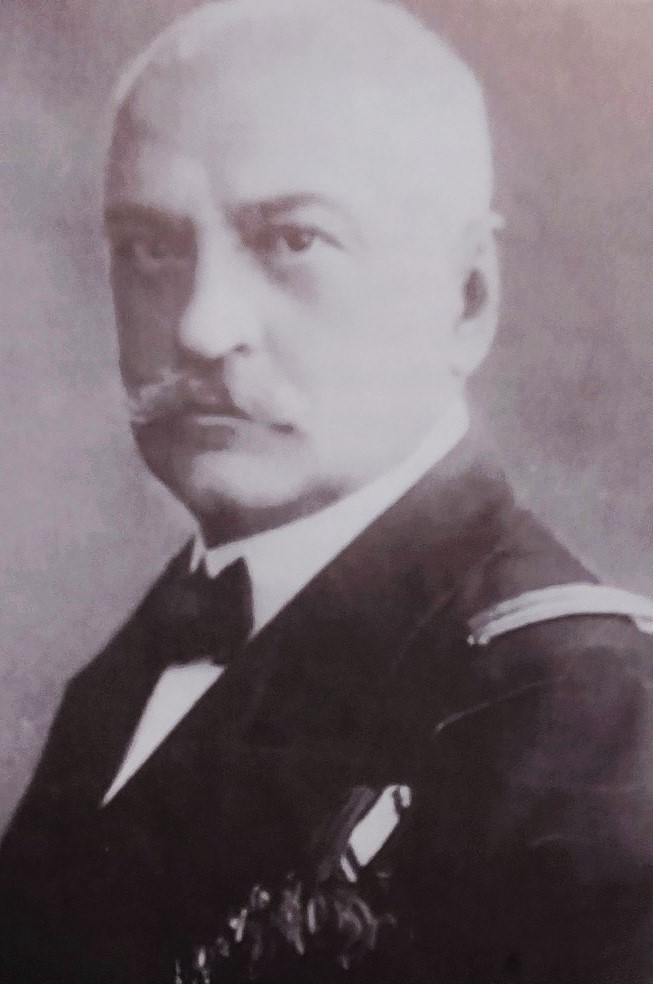
Viceadmirál Karl Seidensacher (1917)

Byl synem ministerského úředníka Eduarda Seidensachera. Studoval na gymnáziu ve svém rodišti a v letech 1877–1881 na C. k. námořní akademii v Rijece. K námořnictvu nastoupil v roce 1881 jako kadet a na korvetě SMS Erzherzog Friedrich absovloval v letech 1881–1882 cestu do jižní Afriky a jižní Ameriky. Poté byl přidělen k námořnímu arzenálu a Hydrografickému úřadu v Pule a v roce 1885 získal hodnost praporčíka. Mezitím se na lodi SMS Frundsberg plavil do Rudého moře a kolem pobřeží východní Afriky . Absolvoval kurz pro důstojníky dělostřelectva a obsluhu telegrafů. S lodí SMS Taurus kotvil v letech 1889–1890 v Istanbulu a v roce 1891 byl povýšen na poručíka II. třídy. Znovu sloužil v Pule a několikrát byl přidělen jako doprovod princi Augustu Leopoldovi Sasko-Koburskému, který tehdy sloužil u c. k. námořnictva. V roce 1895 byl jmenován poručíkem I. třídy a jako navigační důstojník na bitevní lodi SMS Kaiserin und Königin Maria Theresia se plavil do Kielu (1895). Na bitevní lodi SMS Wien se během řecko-turecké války zúčastnil mezinárodní blokády Kréty. Poté převzal velení menších plavidel a od roku 1900 byl zároveň členem dvora sasko-koburského prince Augusta Leopolda, kterého mimo jiné doprovázel na cestách k panovnickým dvorům do Lisabonu nebo Londýna.

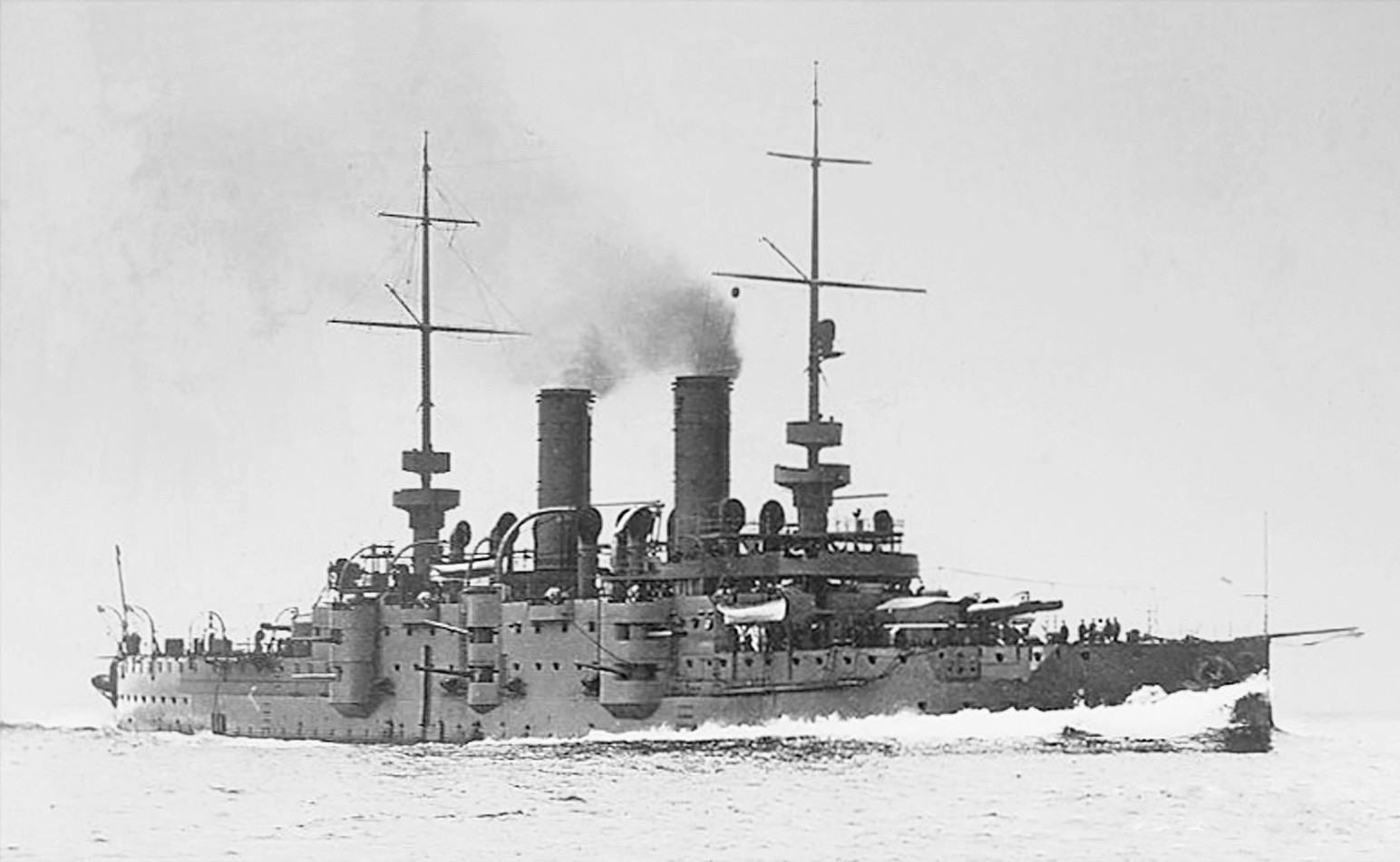
SMS Habsburg, vlajková loď Karla Seidensachera v letech 1914–1917

K datu 1. května 1905 byl povýšen na korvetního kapitána s přidělením k oblastnímu námořnímu velitelství v Terstu a několikrát byl velitelem bitevní lodi SMS Erzherzog Friedrich. V roce 1907 byl přeložen k námořnímu sborovému velitelství v Pule a zároveň povýšen do hodnosti fregatního kapitána. V roce 1908 byl krátce šéfem štábu eskadry a zástupcem velitele C. k. námořní akademie v Rijece. V letech 1909–1910 byl velitelem bitevních lodí SMS Kaiser Franz Joseph I. a SMS Babenberg a ke dni 1. května 1910 získal hodnost kapitána řadové lodi. V letech 1910–1911 byl znovu šéfem štábu eskadry a na admirálské jachtě SMS Lacroma doprovázel na cestách vrchního velitele námořnictva Rudolfa Montecuccoliho. V roce 1912 byl přidělen k vrchnímu inspektorátu c. k. námořnictva a během balkánských válek se v roce 1913 na palubě lodi SMS Viribus Unitis zúčastnil prosazení německého knížete Wilhelma Wieda na albánský trůn.
Dne 1. listopadu 1913 byl povýšen do hodnosti kontradmirála a stal se přednostou operační kanceláře námořní sekce na ministerstvu války, v této funkci byl zároveň pobočníkem nového vrchního velitele námořnictva Antona Hause. V říjnu 1913 se jako komodor stal velitelem křižníkové flotily. Na začátku první světové války byl na vlajkové lodi SMS Habsburg jmenován velitelem eskadry. Operoval v Jaderském moři a v březnu 1917 převzal velení III. divize na vlajkové lodi SMS Erzherzog Karl. K datu 1. května 1917 byl povýšen do hodnosti viceadmirála. V únoru 1918 přispěl k obnovení pořádku po vzpouře v boce Kotorské a byl také členem válečného soudu nad vzbouřenci. Po reorganizaci struktury námořního velení byl v březnu 1918 přeložen ke sborovému námořnímu velitelství v Pule a k datu 1. srpna 1918 byl penzionován.
Po odchodu do výslužby se usadil v Linci, ale nadále byl veřejně aktivní. Od roku 1912 byl členem Rakouské společnosti pro podporu lodní dopravy (Österreichischer Flottenverein), po rozpadu monarchie byl čestným prezidentem Námořního spolku (Marineverband) v Horním Rakousku. Zemřel 7. září 1938 ve věku 76 let v Marienbergu (dnes městská část Lince) a spolu s dalšími členy rodiny je pohřben na hřbitově St. Magdalena.
Během svého působení u sasko-koburského prince Augusta Leopolda se seznámil s dvorní dámou baronkou Piou Marií von Kettenburg (1872-1960) a v roce 1900 se s ní na zámku Kettenburg oženil. Z manželství se narodily tři dcery.

## Tituly a ocenění
V roce 1918 byl osobním rozhodnutím císaře Karla I. povýšen do šlechtického stavu s titulem Edler von. Akt nobilitace však proběhl formálně až 4. listopadu 1918, kdy fakticky monarchie již neexistovala a šlechtický titul tak prakticky neměl žádný význam. Během služby u námořnictva se stal nositelem řady vyznamenání v Rakousku-Uhersku i v zahraničí.

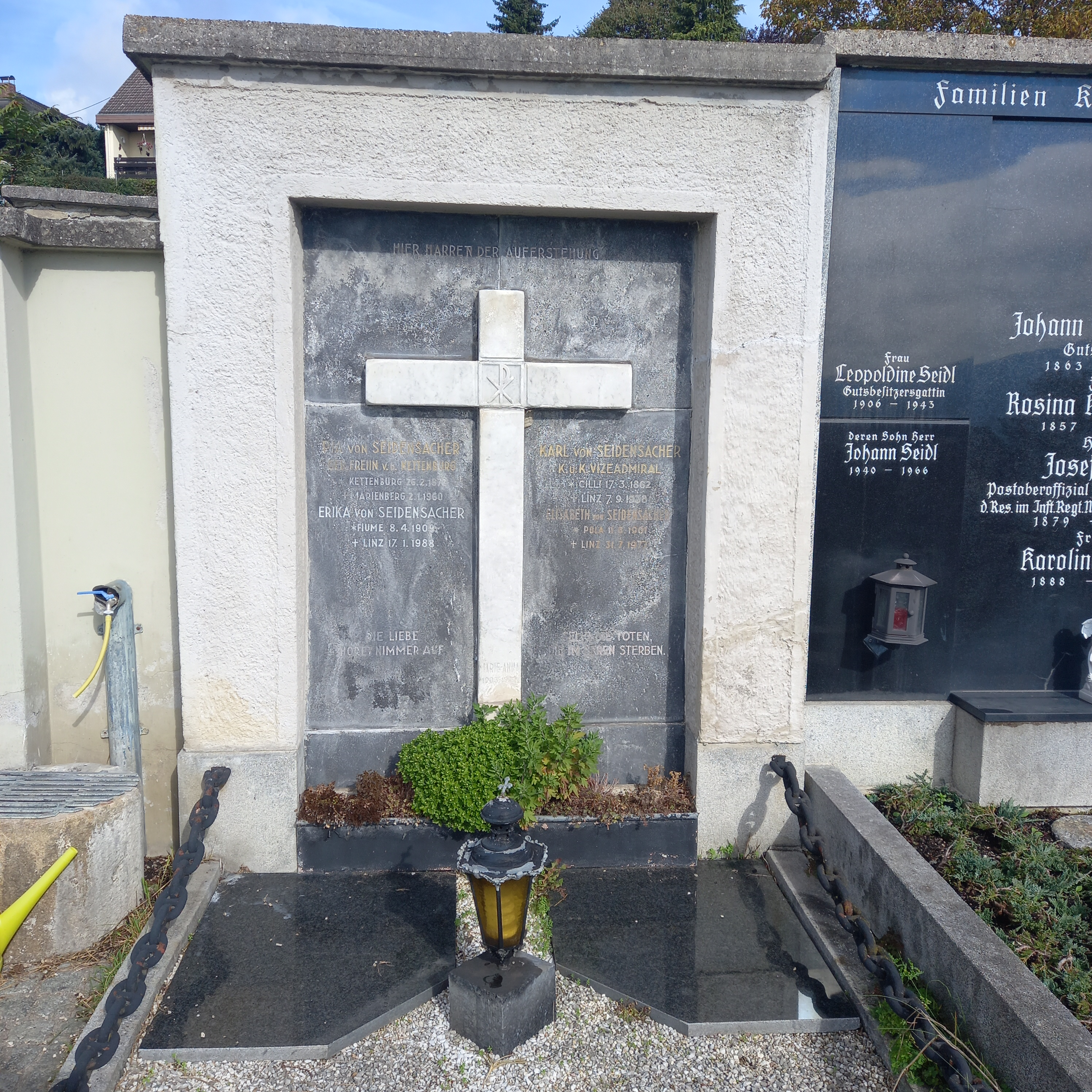
Hrobka rodiny admirála Karla Seidensachera v Linci

### Rakousko-Uhersko
- Jubilejní pamětní medaile (1898)
- Služební odznak pro důstojníky III. třídy (1906)
- Vojenský záslužný kříž (1907)
- Vojenský jubilejní kříž (1908)
- Řád železné koruny III. třídy (1911)
- Mobilizační kříž (1913)
- Služební odznak pro důstojníky II. třídy (1916)
- Karlův vojenský kříž (1917)
- rytířský kříž Leopoldova řádu s válečnou dekorací (1917)
- Řád železné koruny II. třídy s válečnou dekorací (1918)

### Zahraničí
- Řád Medžidie V. třídy (1883, Osmanská říše)
- komandér Vévodského sasko-ernestinského domácího řádu (1899, Sasko-Kobursko)
- Řád Osmanie II. třídy (1912, Osmanská říše)
- Řád dvojitého draka III. třídy (1912, Čína)
- Řád červené orlice II. třídy (1912, Německo)
- Železný kříž II. třídy (1917, Německo)
- Stříbrná medaile za zásluhy (1918, Osmanská říše)